# 三洋電機サンシャインズ
三洋電機サンシャインズ（さんようでんきサンシャインズ、英: SANYO Electric Sunshines）は、かつて存在した日本の女子バスケットボールチーム。本拠地は大阪府守口市。Wリーグに所属していた。母体企業は三洋電機。

## 歴史
三洋電機貿易（後の三洋セールスアンドマーケティング→三洋電機海外マーケティング本部）の実業団チームとして発足。
1982年に全日本実業団で優勝。日本リーグ2部昇格。
1988年には1部昇格。翌年に三洋電機本社へ移管。
1999年のWリーグにも参加したが、2000年に休部。

## 歴代所属選手
- 巴燕
- ヴィーナス・M・レイシー
- 渋谷洋子
- 神成亜希子
- 江口真紀
- 玉城昌子